# Stazione di Greccio
Stazione di Greccio vasútállomás Olaszországban, Greccio településen.

## Vasútvonalak
Az állomást az alábbi vasútvonalak érintik:
- Terni–Sulmona-vasútvonal

## Kapcsolódó állomások
A vasútállomáshoz az alábbi állomások vannak a legközelebb:
- Stazione di Terria
- Stazione di Labro-Moggio